# Volby do Zastupitelstva města Brna 2018

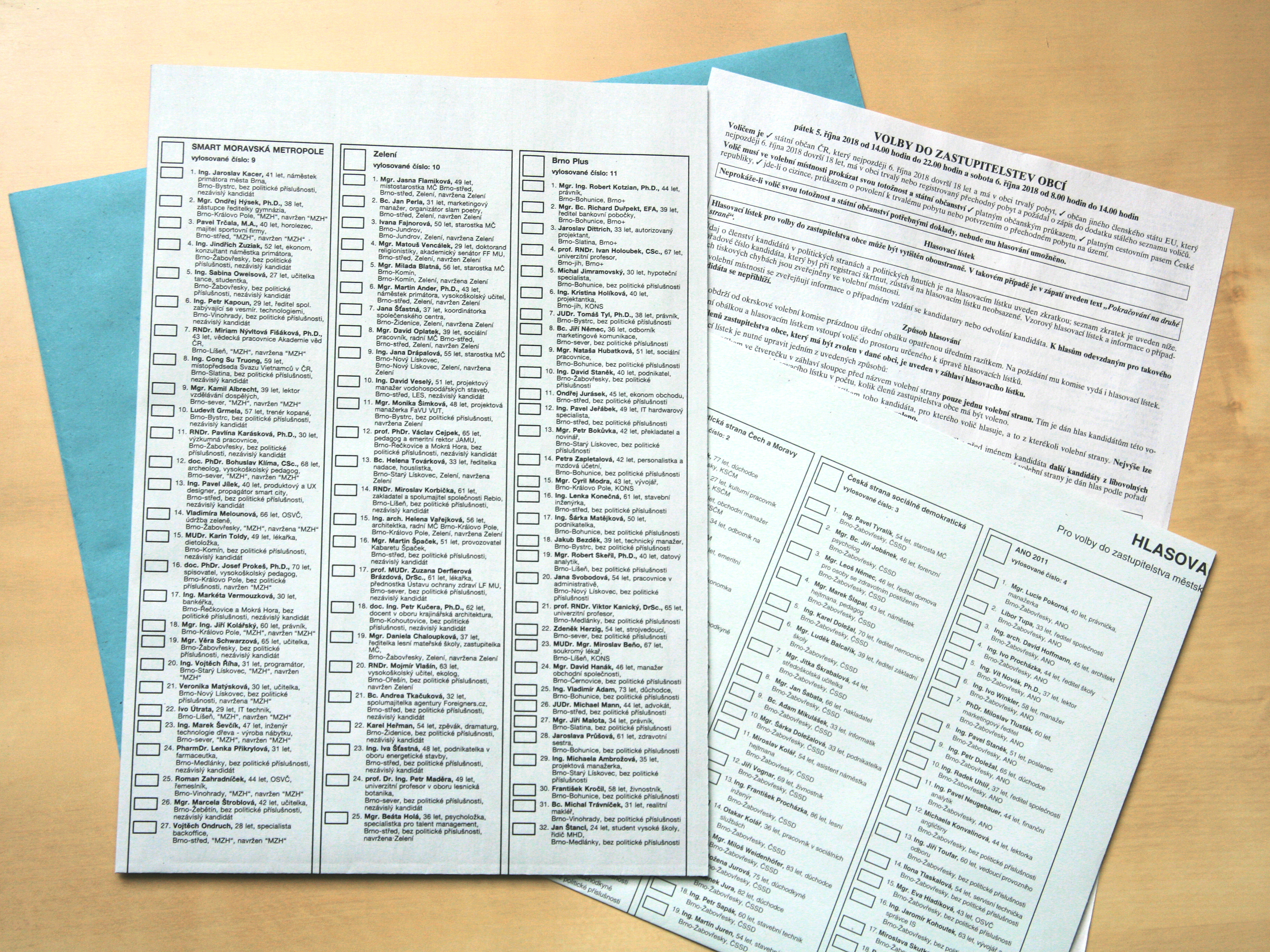
Obálka s hlasovacími lístky pro komunální volby v Brně (jeden pro město a jeden pro městskou část)

Volby do zastupitelstva města Brna v roce 2018 se uskutečnily v rámci komunálních voleb v pátek 5. a v sobotu 6. října 2018, a to současně s volbami do zastupitelstev jednotlivých městských částí. Brno mělo pouze jeden volební obvod, volilo se celkem 55 zastupitelů. Celkem volilo 130 029 voličů (resp. bylo odevzdáno tolik volebních obálek), volební účast dosáhla výše 42,65 % z celkového počtu oprávněných voličů.Zhruba o 4 procentní body tak předstihla účast ve volbách roku 2014 a byla i nepatrně vyšší než v roce 2010.
Vítěznou stranou se stalo hnutí ANO v čele s volebním lídrem Petrem Vokřálem, který obhajoval funkci primátora. Oproti předchozím volbám zřetelně posílilo. Největší zisk proti roku 2014 zaznamenala Občanská demokratická strana (s podporou Svobodných), která získala o 9 mandátů více a vrátila se tak ke stejnému počtu zastupitelů, jaký za ni zasedal v zastupitelstvu po volbách roku 2010. Úspěch zaznamenali rovněž Piráti s šesti mandáty, kteří v roce 2014 sestavili společnou kandidátku s hnutím Žít Brno. To nově při samostatné kandidatuře nepřekročilo potřebnou minimální hranici 5 % získaných hlasů a do zastupitelstva se nedostalo. Obdobně pod hranicí skončila KSČM, Strana zelených či TOP 09. Naopak nově do zastupitelstva proniklo hnutí SPD, které minimální hranici velmi těsně překročilo. Ačkoli KDU-ČSL v podílu hlasů o půl druhého procentního bodu oslabila, v přepočtu na mandáty naopak získala o jedno křeslo víc. Citelný propad o více než 11 procentních bodů zaznamenala ČSSD, která v důsledku získala méně než polovinu stávajícího počtu zastupitelů. Strany, které se do zastupitelstva nedostaly, získaly celkem 28,1 % hlasů, což bylo mnohem více než v předchozích volbách, kdy takto „propadlo“ jen 10,4 %.

## Výsledky hlasování
Ve volbách kandidovalo 22 politických subjektů nebo volebních uskupení v tomto vylosovaném pořadí:
| Číslo | Volební strana                                                                                                | Lídr/yně           | Počet hlasů | Hlasy v % | Mandáty | Bilance |
| ----- | --- | ------------------ | ----------- | --------- | ------- | ------- |
| 1     | SPORTOVCI | Jiří Pospíšil      | 17 606      | 00,27     | —       | —       |
| 2     | ZVÍŘATA JSOU MŮJ ŽIVOT – sdružení DSZ a NK                                                                    | Ivona Galová       | 854         | 00,01     | —       | —       |
| 3     | Moravané | Šárka Konečná      | 10 489      | 00,16     | —       | —       |
| 4     | Česká strana sociálně demokratická                                                                            | Oliver Pospíšil    | 402 425     | 06,28     | 05      | ▼ -6    |
| 5     | Komunistická strana Čech a Moravy                                                                             | Martin Říha        | 264 705     | 04,13     | —       | ▼ -4    |
| 6     | "SLUŠNÍ LIDÉ A SOUKROMNÍCI"                                                                                   | Zdeněk Pernica     | 174 324     | 02,72     | —       | —       |
| 7     | Romská demokratická strana                                                                                    | Rastislav Lučanský | 566         | 00,01     | —       | —       |
| 8     | ANO 2011 | Petr Vokřál        | 1 474 746   | 23,03     | 18      | ▲ +5    |
| 9     | SMART MORAVSKÁ METROPOLE                                                                                      | Jaroslav Kacer     | 42 869      | 00,67     | —       | —       |
| 10    | Zelení | Jasna Flamiková    | 289 470     | 04,52     | —       | ▼ -4    |
| 11    | Brno Plus | Robert Kotzian     | 169 729     | 02,65     | —       | —       |
| 12    | Občanská demokratická strana a podporou Svobodných                                                            | Markéta Vaňková    | 1 188 120   | 18,55     | 14      | ▲ +9    |
| 13    | Brněnští senioři                                                                                              | Štefan Kandalec    | 19 091      | 00,30     | —       | —       |
| 14    | Česká pirátská strana                                                                                         | Tomáš Koláčný      | 559 399     | 08,74     | 06      | ▲ +6    |
| 15    | Svoboda a přímá demokracie - Tomio Okamura (SPD)                                                              | Ivan Fencl         | 324 906     | 05,07     | 04      | ▲ +4    |
| 16    | Nezávislí kandidáti společně pro město BRNO, bezpečnost, dostupné bydlení a dopravu vyřešíme a víme jak na to | Andréa Komárková   | 25 533      | 00,40     | —       | —       |
| 17    | KDU-ČSL | Petr Hladík        | 656 656     | 10,25     | 08      | ▲ +1    |
| 18    | MAFFIE.cz Hoď sem velké křížek pro betelné ŠTATL, zaslouží si to!                                             | Lubor Pospíchal    | 27 327      | 00,43     | —       | —       |
| 19    | JAUNER Československo 2018                                                                                    | Vladimír Kellner   | 43          | 00,00     | —       | —       |
| 20    | TOP 09 | Vlastimil Válek    | 218 962     | 03,42     | —       | ▼ -4    |
| 21    | "Žít Brno" | Barbora Antonová   | 261 721     | 04,09     | —       | ▼ -7    |
| 22    | STAROSTOVÉ A NEZÁVISLÍ                                                                                        | Petra Quittová     | 274 069     | 04,28     | —       | ▬ 0     |
| —     | Celkem | —                  | 6 403 610   | —         | 55      | —       |

## Zvolení zastupitelé
Z voleb do zastupitelstva statutárního města vzešli tito zastupitelé a zastupitelky:
| Zastupitel(ka)    | Strana                | Počet hlasů | Pořadí        | Pořadí   | Poznámka |
| Zastupitel(ka)    | Strana                | Počet hlasů | na kandidátce | výsledné | Poznámka |
| ----------------- | --------------------- | ----------- | ------------- | -------- | -------- |
| Petr Vokřál       | ANO 2011              | 30 675      | 1.            | 1.       |          |
| Karin Karasová    | ANO 2011              | 27 789      | 2.            | 2.       |          |
| Richard Mrázek    | ANO 2011              | 27 540      | 3.            | 3.       |          |
| Marek Janíček     | ANO 2011              | 27 394      | 4.            | 4.       |          |
| Petr Bořecký      | ANO 2011              | 27 488      | 5.            | 5.       |          |
| Pavel Staněk      | ANO 2011              | 27 236      | 6.            | 6.       |          |
| Vít Prýgl         | ANO 2011              | 27 324      | 7.            | 7.       |          |
| René Novotný      | ANO 2011              | 27 434      | 8.            | 8.       |          |
| Jiří Faltýnek     | ANO 2011              | 27 142      | 9.            | 9.       |          |
| David Aleš        | ANO 2011              | 27 154      | 10.           | 10.      |          |
| Petr Souček       | ANO 2011              | 27 065      | 11.           | 11.      |          |
| René Černý        | ANO 2011              | 27 201      | 12.           | 12.      |          |
| Lucie Pokorná     | ANO 2011              | 27 176      | 13.           | 13.      |          |
| Šárka Korkešová   | ANO 2011              | 27 185      | 14.           | 14.      |          |
| Pavel Dvořák      | ANO 2011              | 27 039      | 15.           | 15.      |          |
| Kateřina Jarošová | ANO 2011              | 27 147      | 16.           | 16.      |          |
| Karel Kalivoda    | ANO 2011              | 27 013      | 17.           | 17.      |          |
| Iva Kremitovská   | ANO 2011              | 27 058      | 18.           | 18.      |          |
| Markéta Vaňková   | ODS                   | 23 652      | 1.            | 1.       |          |
| David Grund       | ODS                   | 22 462      | 2.            | 2.       |          |
| Robert Kerndl     | ODS                   | 22 397      | 3.            | 3.       |          |
| Kristýna Švarcová | ODS                   | 22 201      | 4.            | 4.       |          |
| Petr Kratochvíl   | ODS                   | 22 179      | 5.            | 5.       |          |
| David Pokorný     | Svobodní              | 22 244      | 6.            | 6.       |          |
| David Trllo       | ODS                   | 22 059      | 7.            | 7.       |          |
| Jana Bohuňovská   | ODS                   | 22 226      | 8.            | 8.       |          |
| Andrea Pazderová  | ODS                   | 22 070      | 9.            | 9.       |          |
| Martin Příborský  | ODS                   | 22 053      | 10.           | 10.      |          |
| Jiří Herman       | bezpartijní za ODS    | 22 879      | 11.           | 11.      |          |
| Pavel Jankůj      | ODS                   | 21 808      | 12.           | 12.      |          |
| Michal Chládek    | ODS                   | 21 848      | 13.           | 13.      |          |
| Ludvík Kadlec     | ODS                   | 21 756      | 14.           | 14.      |          |
| Petr Hladík       | KDU-ČSL               | 15 374      | 1.            | 1.       |          |
| Filip Chvátal     | KDU-ČSL               | 13 101      | 2.            | 2.       |          |
| Filip Leder       | KDU-ČSL               | 12 970      | 3.            | 3.       |          |
| Jaroslav Suchý    | KDU-ČSL               | 12 987      | 4.            | 4.       |          |
| Antonín Crha      | KDU-ČSL               | 12 839      | 5.            | 5.       |          |
| Vít Beran         | KDU-ČSL               | 12 811      | 6.            | 6.       |          |
| Jiří Mihola       | KDU-ČSL               | 12 752      | 7.            | 7.       |          |
| Jitka Ivičičová   | KDU-ČSL               | 12 354      | 8.            | 8.       |          |
| Tomáš Koláčný     | Piráti                | 12 131      | 1.            | 1.       |          |
| Markéta Gregorová | Piráti                | 11 294      | 2.            | 2.       |          |
| Marek Fišer       | bezpartijní za Piráty | 11 187      | 5.            | 3.       |          |
| Róbert Čuma       | Piráti                | 11 097      | 3.            | 4.       |          |
| Ondřej Kotas      | Piráti                | 10 972      | 4.            | 5.       |          |
| Lukáš Mamula      | Piráti                | 10 817      | 6.            | 6.       |          |
| Oliver Pospíšil   | ČSSD                  | 08 496      | 1.            | 1.       |          |
| Marek Viskot      | ČSSD                  | 08 210      | 7.            | 2.       |          |
| Jiří Oliva        | ČSSD                  | 07 790      | 2.            | 3.       |          |
| Jiří Ides ml.     | ČSSD                  | 07 855      | 3.            | 4.       |          |
| Pavel Sázavský    | ČSSD                  | 07 603      | 4.            | 5.       |          |
| Ivan Fencl        | SPD                   | 06 500      | 1.            | 1.       |          |
| Jana Přikrylová   | SPD                   | 06 390      | 2.            | 2.       |          |
| Lucie Šafránková  | SPD                   | 06 280      | 3.            | 3.       |          |
| Jiří Kment        | SPD                   | 06 232      | 4.            | 4.       |          |

## Povolební uspořádání
| ANO · ANO · ANO · ANO · ANO · ANO · ANO · ANO · ANO · ANO · ANO · ANO · ANO · ANO · ANO · ANO · ANO · ANO | ODS s podporou Svobodných · ODS s podporou Svobodných · ODS s podporou Svobodných · ODS s podporou Svobodných · ODS s podporou Svobodných · ODS s podporou Svobodných · ODS s podporou Svobodných · ODS s podporou Svobodných · ODS s podporou Svobodných · ODS s podporou Svobodných · ODS s podporou Svobodných · ODS s podporou Svobodných · ODS s podporou Svobodných · ODS s podporou Svobodných | KDU-ČSL · KDU-ČSL · KDU-ČSL · KDU-ČSL · KDU-ČSL · KDU-ČSL · KDU-ČSL · KDU-ČSL | Piráti · Piráti · Piráti · Piráti · Piráti · Piráti | ČSSD · ČSSD · ČSSD · ČSSD · ČSSD | SPD · SPD · SPD · SPD |

Vzhledem k menšímu počtu subjektů, které získaly mandáty, se oproti předchozím volbám povolební kombinatorika zjednodušila. Lídr vítězného hnutí ANO Petr Vokřál před volbami uvedl, že preferuje koalici s co nejméně stranami, ideálně dvoučlennou. Již v průběhu volebního víkendu však představil své úvahy o široké koalici nejen s ODS (s dostačujícím nadpolovičním počtem 32 zastupitelů), ale rovněž s KDU-ČSL, ČSSD (celkem 45 mandátů), případně i s Piráty (51 mandátů). Pro MF DNES uvedl: „Moje zkušenost ze čtyř let v politice je (...) ta, že kdo sedí v opozici, tak brzdí. A čím víc stran sedí v opozici, tím víc se brzdí. Chtěli bychom vyzkoušet zapojit co nejvíc politických klubů, abychom na problémech pracovali společně, aby těch problémů bylo co nejméně.“ Podobně se pro širší koalici vyslovila i lídryně ODS Markéta Vaňková, ačkoli by zároveň ráda byla primátorkou. ODS byla za koaliční spojení s ANO kritizována, neboť se v předvolební kampani stavěla naopak do role alternativy vůči němu. V pondělí 8. října 2018 se již hovořilo o čtyřčlenné koalici ANO, ODS, KDU-ČSL a ČSSD bez Pirátů, neboť posledně jmenovaným hnutí ANO na dvoustranném jednání nabídlo účast v koalici bez postu v radě města, což odmítli.
V úterý 9. října odpoledne však došlo ke zvratu událostí, když dohodu na společné koalici oznámili představitelé čtveřice stran: ODS, KDU-ČSL, Piráti a ČSSD. Podle této varianty se primátorkou měla stát Markéta Vaňková z ODS, která by současně měla ještě jednoho náměstka, ostatními náměstky by byli lídři zbylých stran: Petr Hladík, Tomáš Koláčný a Oliver Pospíšil. V opozici by tak zůstalo hnutí ANO s SPD. Iniciátorem tohoto uspořádání měl být lidovecký lídr Petr Hladík. Podle Vaňkové byla důležitým motivem k obratu silná kritika voličů vůči koaličnímu spojení s ANO. Vokřál to označil za podraz a vyjádřil zklamání. Týž den nabídl Pirátům variantu s třemi místy v městské radě a vpodvečer dokonce s jejich čtyřčlennou účastí v radě včetně pozice prvního náměstka.

## Stížnosti
Krajský soud v Brně obdržel dvě stížnosti. Jedna se týkala pouze voleb v Brně, druhá v Brně i ve všech městských částech.

## Fotogalerie

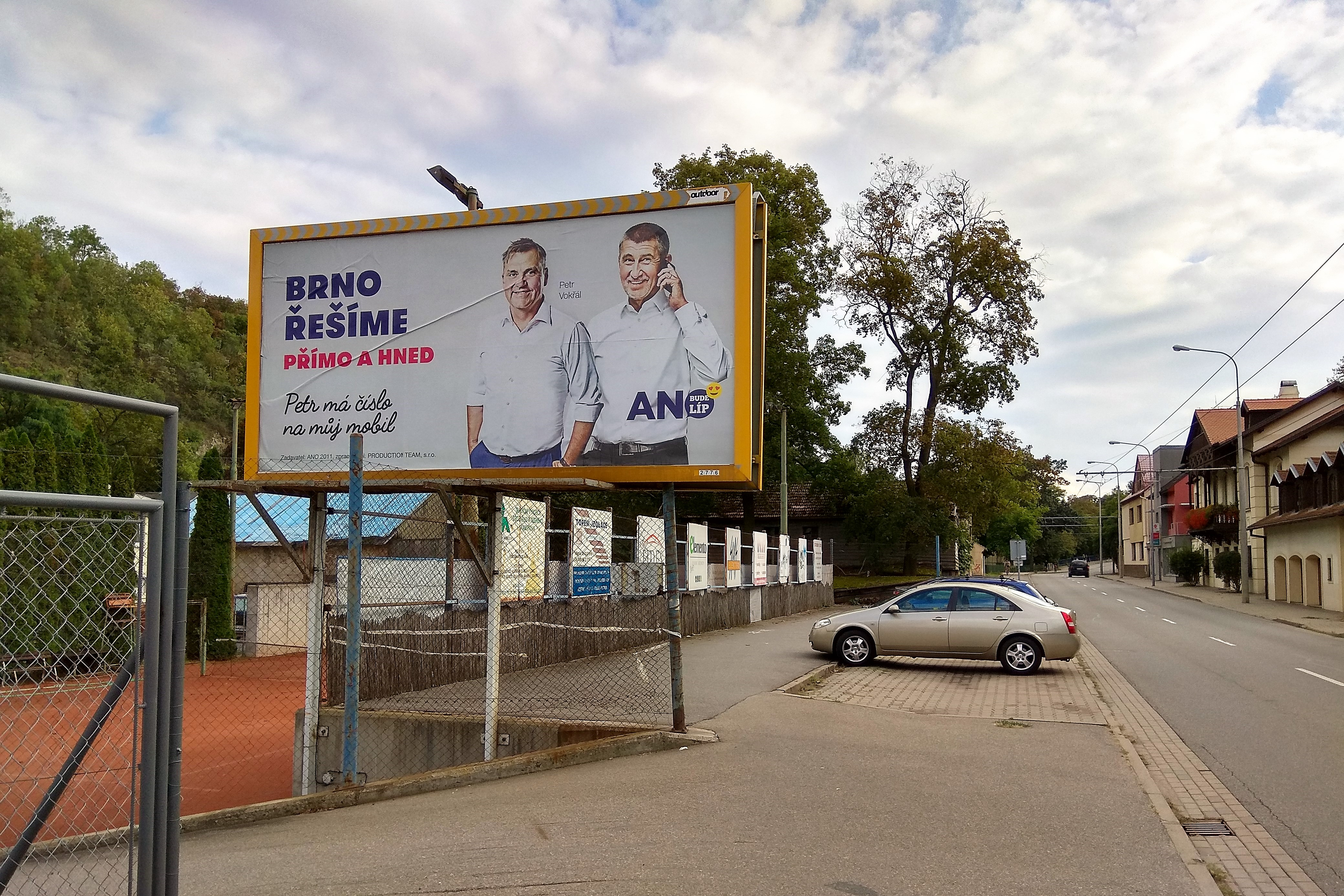
Billboard hnutí ANO v Jundrově
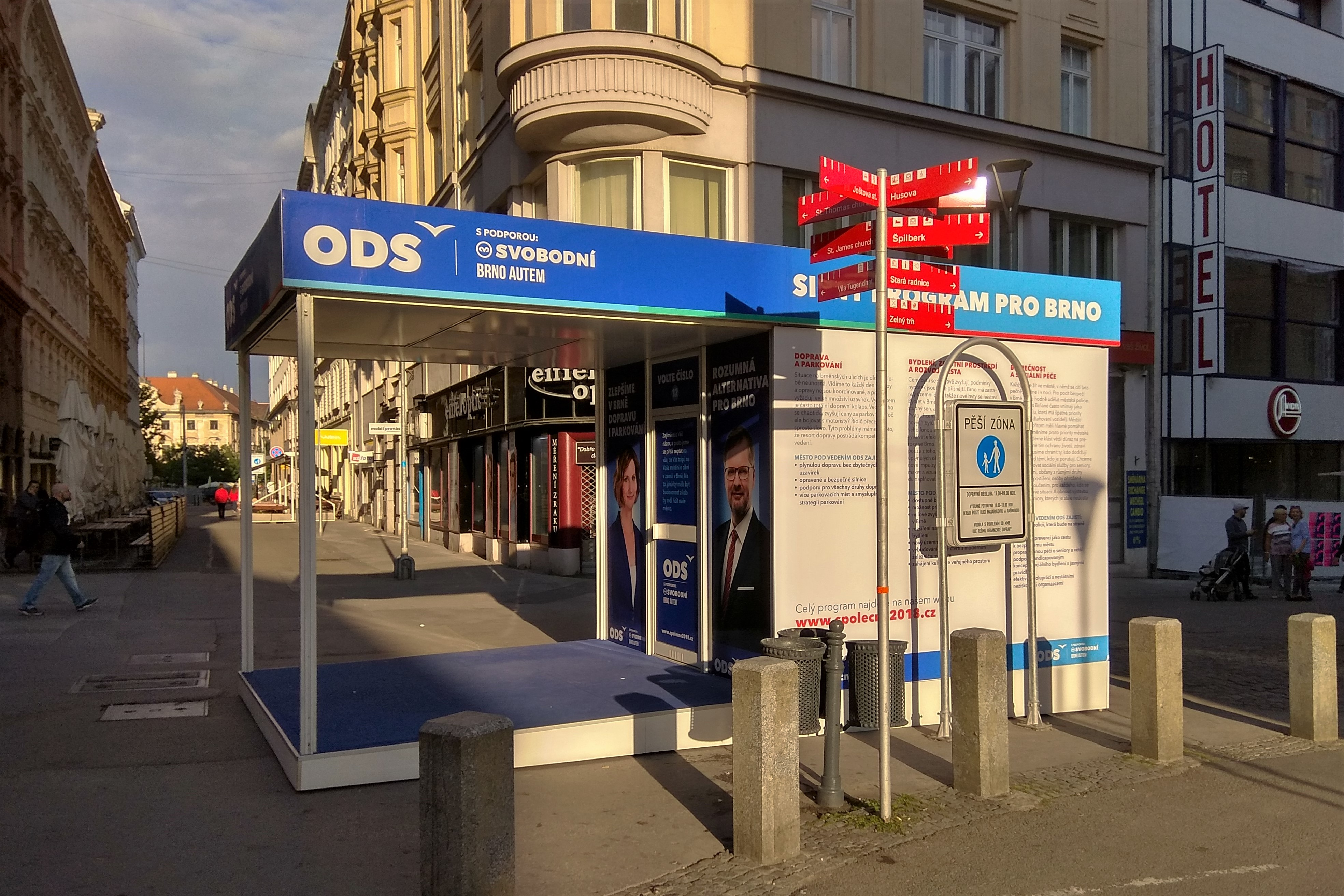
Předvolební stánek ODS s podporou Svobodných v České ulici
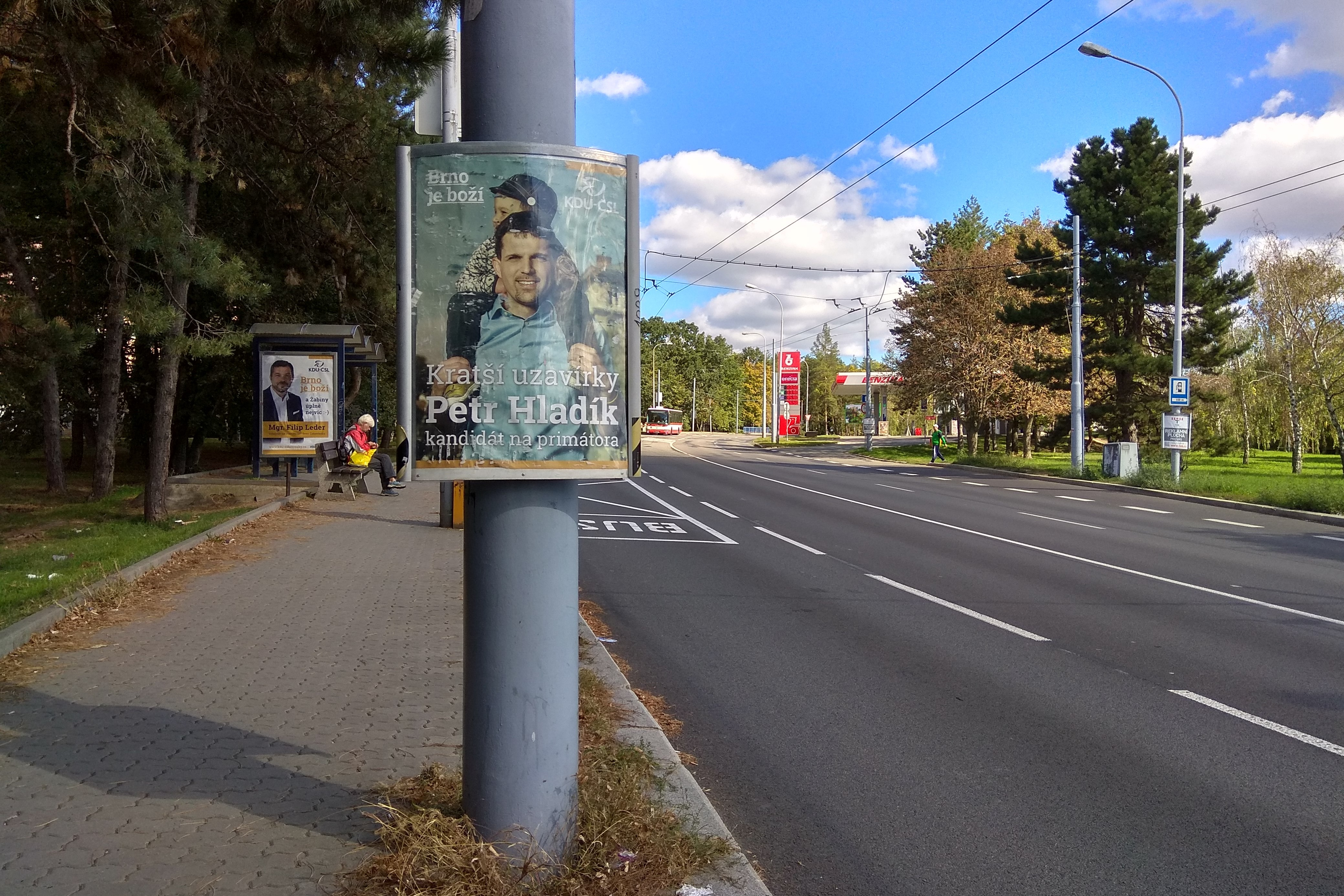
Předvolební plakáty KDU-ČSL v Žabovřeskách
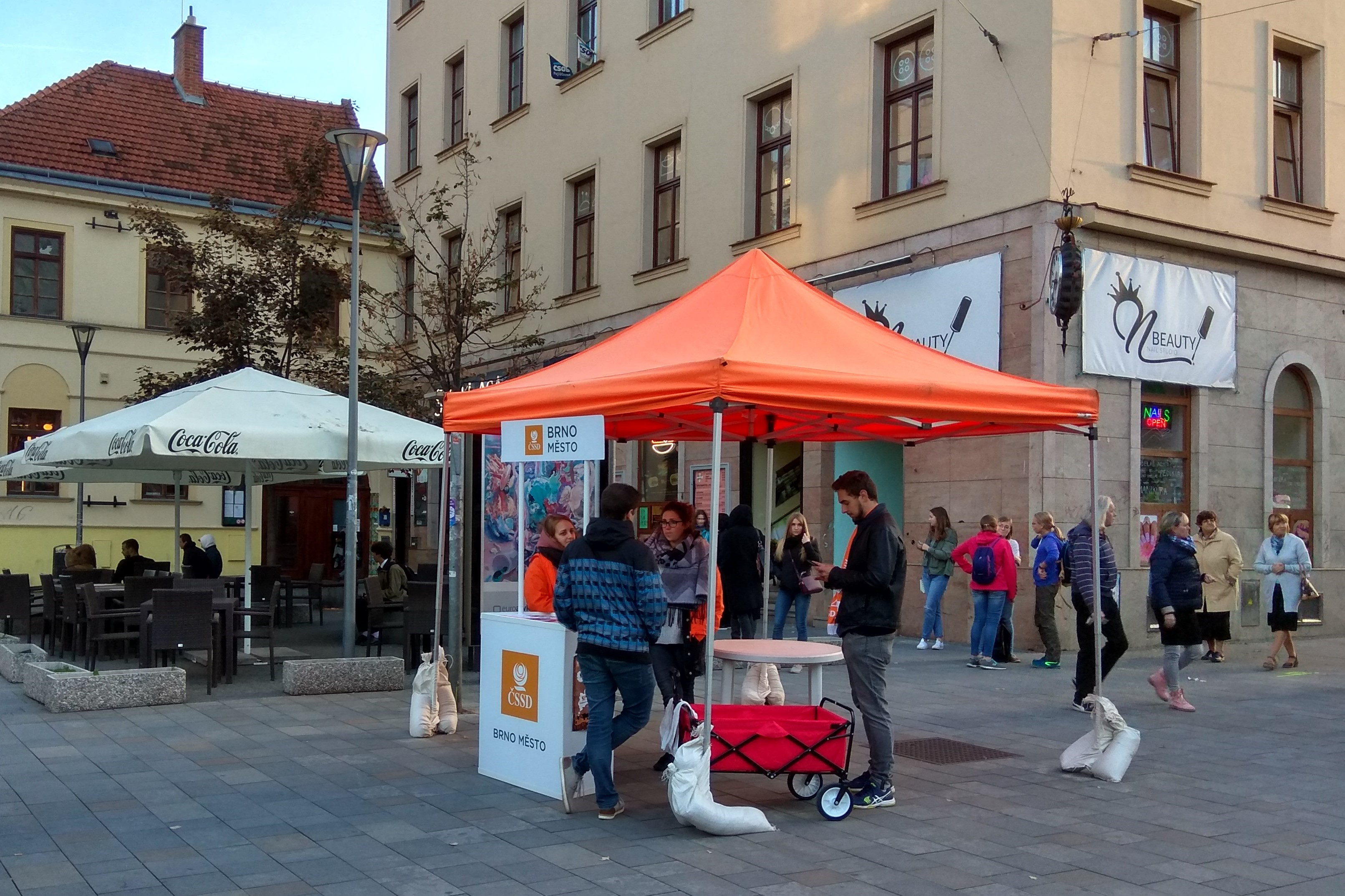
Předvolební stánek ČSSD v Joštově ulici
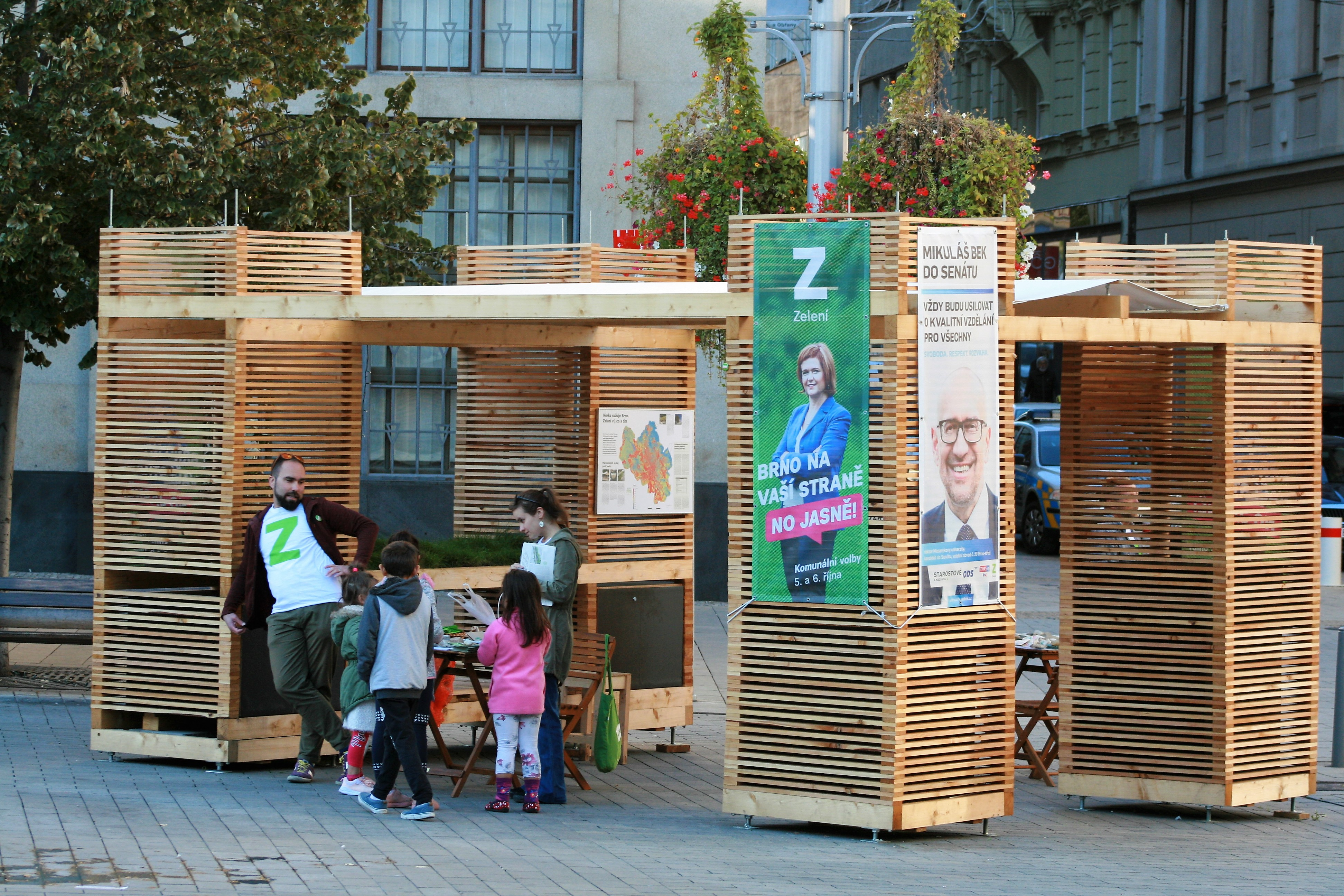
Předvolební stánek Strany zelených na náměstí Svobody
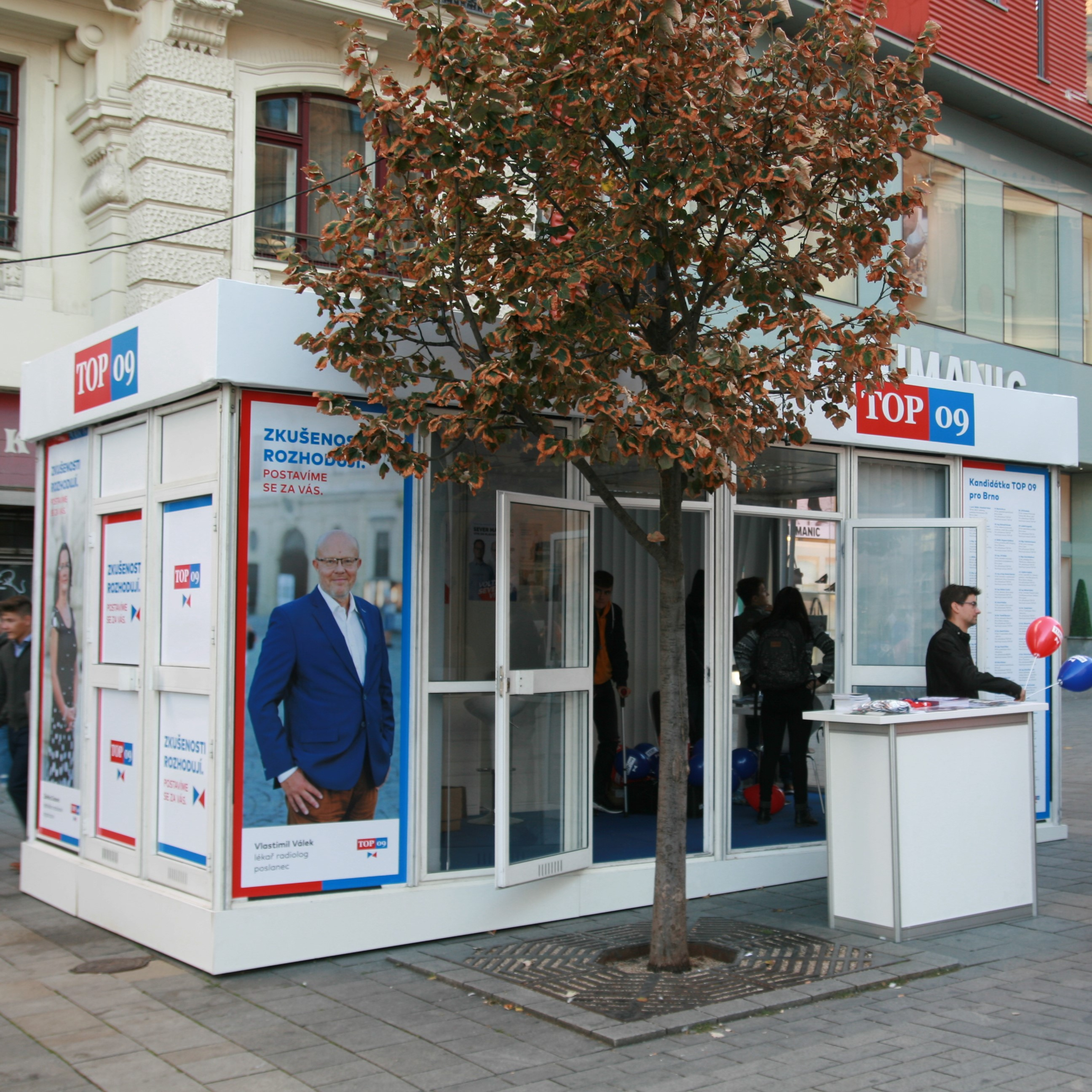
Předvolební stánek TOP 09 na náměstí Svobody
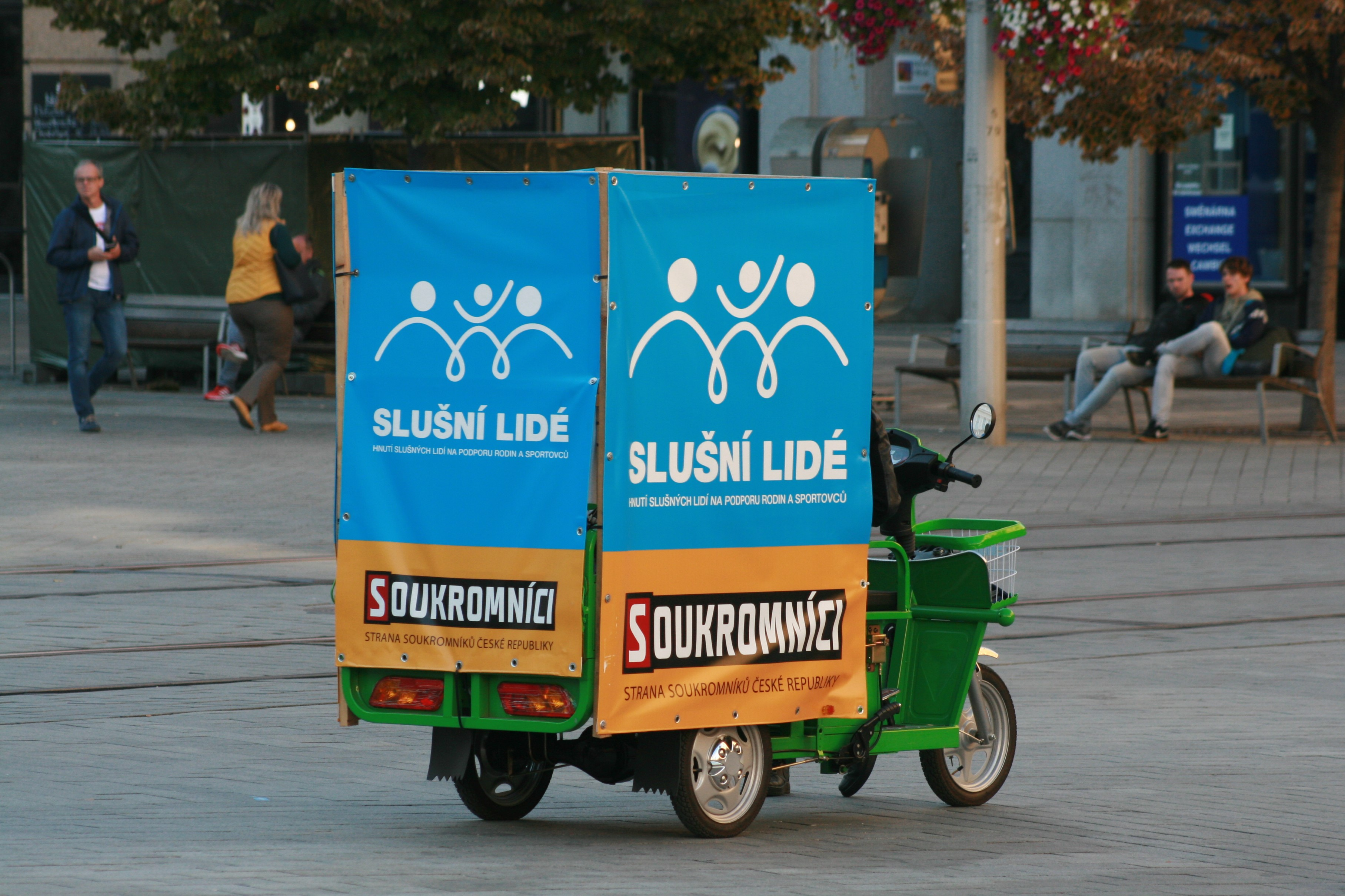
Propagační tříkolka Slušných lidí a Soukromníků na náměstí Svobody